# Fuktlogger

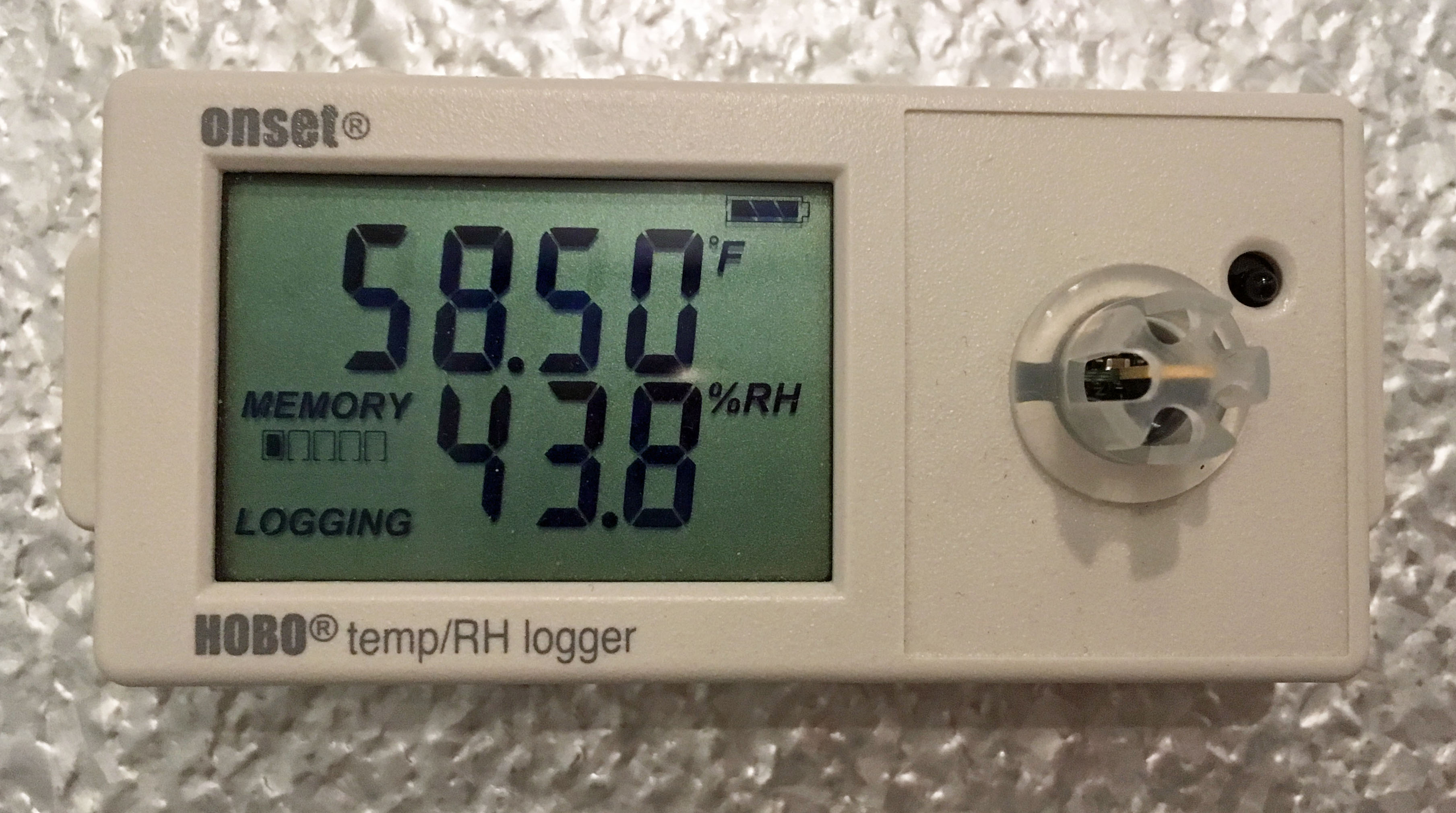
En temperatur- och fuktlogger.

En fuktlogger eller fuktighetslogger är en mätapparat som kan mäta fukthalt i exempelvis luft och spara denna fukthalt i ett inbyggt minne. En del enheter mäter och loggar både fukt och temperatur. Dessa kan även spara klockslaget vid mättidpunkten. På så sätt kan fukthistorik och temperaturhistorik skapas, ofta med hjälp av mjukvara för överföring av loggens data, till en dator. Datalogger är ett samlingsnamn för dessa mätapparater.
Det brukar vara möjligt att i en mjukvara ställa in hur ofta mätning (loggning) skall ske samt larmnivåer för låg respektive hög nivå. Med den här tekniken kan man bygga upp en fukthistorik och skicka larm då larmgränser över- eller underskrids.